# Grigori Alexejewitsch Martjuschin
Grigori Alexejewitsch Martjuschin (russisch Григорий Алексеевич Мартюшин; * 23. Januarjul. / 4. Februar 1884greg. im Dorf Maly Tolkisch, Ujesd (heute Rajon) Tschistopol; † 20. Juni 1938 in Kommunarka) war ein russischer Ökonom und Genossenschaftler.

## Leben
Martjuschin stammte aus einer Bauernfamilie. Er besuchte die zweiklassige Dorfschule und lernte dann selbständig weiter, um die Lehrerprüfung für die Grundschule zu bestehen. Er bestand die Prüfung und war dann 5 Jahre lang Lehrer in seinem Heimatdorf. 1900 wurde er Mitglied der Partei der Sozialrevolutionäre (SR), in der er bald Führungsaufgaben übernahm und sich als Agitator bei den Bauern betätigte. Er war Mitglied der Allrussischen Union der Lehrer.
1905 bestand Martjuschin die Reifeprüfung am 2. Kasaner Gymnasium und begann dann das Studium an der medizinischen Fakultät der Kaiserlichen Universität Kasan. Er stand unter Polizeiaufsicht und ging im November 1905 in den Untergrund, um seine Agitation auch bei den Mari fortzusetzen.
Ende 1906 wurde Martjuschin verhaftet und für drei Jahre in das Gouvernement Wologda verbannt. Er lebte in Ust-Kulom, das er im Sommer 1907 heimlich verließ, um im Wolga-Gebiet politisch zu arbeiten. Dort wurde er erneut verhaftet und in das Gouvernement Wologda zurückgebracht. 1910 trat er das Studium an der juristischen Fakultät der Universität St. Petersburg an. Im Februar 1911 wurde er wieder verhaftet und für zwei Jahre in das Gouvernement Ufa verbannt. Als er 1911 diese Verbannung in eine Auslandsverbannung umtauschen konnte, reiste er nach Deutschland und studierte an der Universität Heidelberg in der Ökonomie-Abteilung. Dort studierte er insbesondere die Genossenschaftsbewegung in Deutschland und in Österreich-Ungarn.
1913 kehrte Martjuschin nach Russland zurück und arbeitete bei der Moskowski Narodny Bank (MNB, Moskauer Volksbank). Er berichtete im Dezember 1913 in Moskau  auf der Tagung der Ausbildungskommission des Komitees für Spar-Kredit- und Gewerbegenossenschaften über das Revisionswesen in den deutschen und österreichisch-ungarischen Landwirtschaftsgenossenschaften. Im September 1915 gründete er in Moskau die Zentralgenossenschaft der Leinenproduzenten (ZTL) als Allrussische Genossenschaftsunion, deren Vorstandsmitglied er bis 1917 blieb. Wladimir Agafonowitsch Kiltschewski war Aufsichtsratsvorsitzender, Semjon Leontjewitsch Maslow sein Stellvertreter, und Alexander Wassiljewitsch Tschajanow war Vorstandsvorsitzender.
Nach Beginn der Februarrevolution 1917 wählte im März 1917 der Allrussische Genossenschaftskongress, der in der Städtischen Moskauer Schanjawski-Volksuniversität stattfand, den ersten russischen Genossenschaftsrat der Allrussischen Genossenschaftskongresse (SWKS) mit 32 Mitgliedern, darunter Alexander Moissejewitsch Berkenheim von der Moskauer Union der Verbrauchergesellschaften und Martjuschin von der ZTL. Auf der Tagung der Vertreter der Sowjets der Bauerndeputierten aus 27 Gouvernements im Taurischen Palais in Petrograd wurde auf der Grundlage der Beschlüsse des Genossenschaftskongresses diskutiert, ob sich die Bauernschaft in Sowjets, wie von Ilja Issidorowitsch Fondaminski, Naum Jakowlewitsch Bychowski und Martjuschin gefordert, oder in einer Union, wie von Wenedikt Alexandrowitsch Mjakotin und Nikolai Wassiljewitsch Tschaikowski gefordert, organisieren sollte. Beschlossen wurden regionale Sowjets, als Leiter des Allrussischen Sowjets der Bauerndeputierten wurde  Semjon Leontjewitsch Maslow gewählt, und in dessen Büro war Martjuschin einer von 20 Deputierten.
Im Mai 1917 fand im Volkshaus neben der Peter-und-Paul-Festung der I. Allrussische Kongress der Sowjets der Bauerndeputierten (WSKD) statt, in dessen Exekutivkomitee (ZK) neben Martjuschin (Vizevorsitz), Maslow, Bykowski, Mjakotin und Tschaikowski auch Wiktor Michailowitsch Tschernow, Jekaterina Konstantinowna Breschko-Breschkowskaja, Alexander Fjodorowitsch Kerenski, Nikolai Dmitrijewitsch Awksentjew (Vorsitz), I. I. Bunakow (Vizevorsitz), Wera Nikolajewna Figner, Nikolai Dmitrijewitsch Kondratjew, Mark Weniaminowitsch Wischnjak, Abram Rafailowitsch Goz und Pitirim Sorokin gewählt wurden (insgesamt 169 ständige Mitglieder und 84 befristete). Martjuschin wurde Leiter der Organisations- und Propaganda-Abteilung. Im Juni 1917 beschloss das ZK des WSKD eine Resolution zur Vereinigung des ZK des WSKD mit dem ZK der Sowjets der Arbeiter- und Soldatendeputierten. Auf einer Versammlung des Sowjets der Bauerndeputierten des Gouvernements Kasan im August 1917 rief Martjuschin zum Widerstand gegen die Bolschewiki und zur Unterstützung der Provisorischen Regierung auf, während die Vertreter des linken SR-Flügels Boris Dawidowitsch Kamkow und Andrei Lukitsch Kolegajew die Provisorische Regierung ablehnten und Martjuschin kritisierten. Im September 1917 forderte Martjuschin als Vertreter einer Gruppe der Mitte der SR das Ende der Spaltung in einen linken und einen rechten Flügel der SR. Anfang Oktober 1917 lehnte er zusammen mit W. N. Selheim und Wladimir Agafonowitsch Kiltschewski eigene Genossenschaftslisten für die Wahl zur Russischen Konstituierenden Versammlung ab. Als obligatorischer Kandidat der SR nahm Martjuschin nach der Wahl an der einzigen Sitzung der Russischen Konstituierenden Versammlung teil.
Nach der Oktoberrevolution sprach sich Martjuschin mit einer Gruppe von SR-Abgeordneten der aufgelösten Russischen Konstituierenden Versammlung für die Auflösung der Diktatur der Bolschewiki und Wiedereinberufung der Russischen Konstituierenden Versammlung aus sowie für die Fortführung des Kriegs gegen Deutschland mit Hilfe von Truppen der Entente. Es gibt Hinweise, dass Martjuschin im beginnenden Russischen Bürgerkrieg am Aufstand von Jaroslawl vom 6. bis zum 21. Juli 1918 beteiligt war.

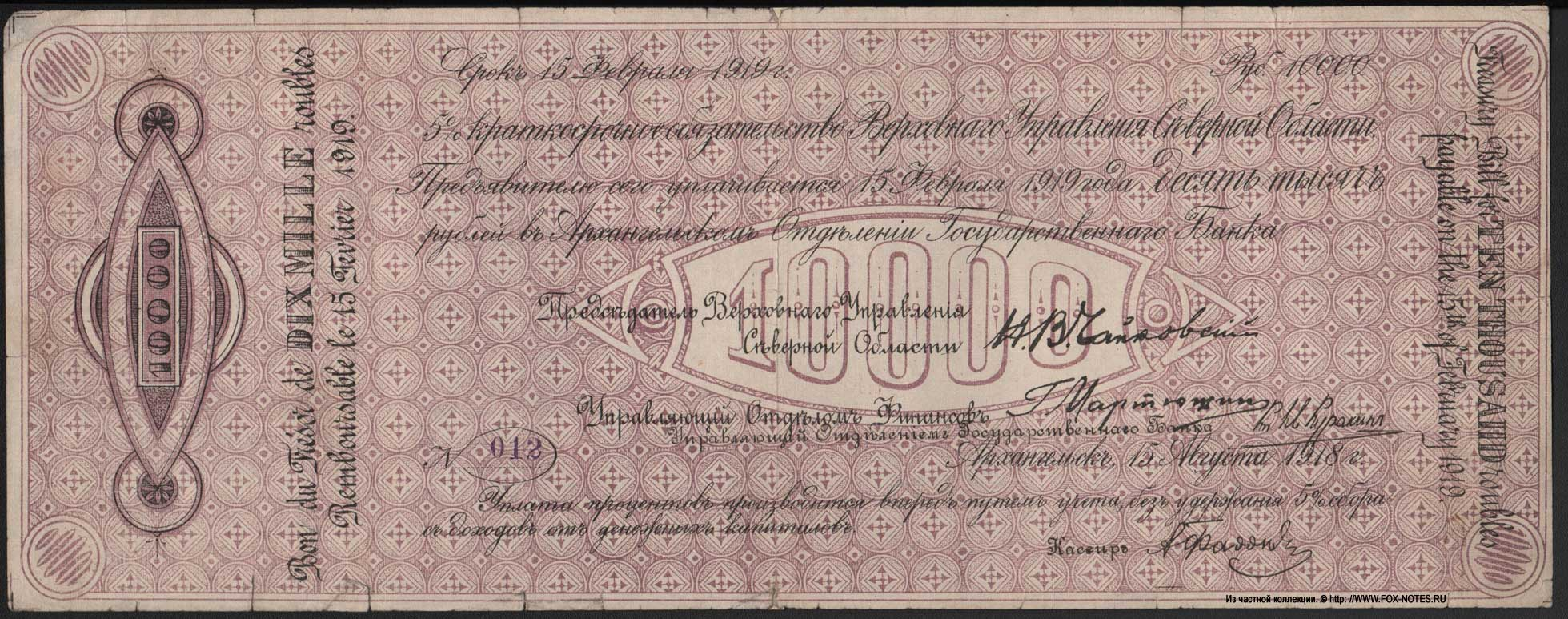
10000-Rubel-Kurzzeitobligation der WUSO mit den Unterschriften Tschaikowskis und Martjuschins

Nach dem antibolschewistischen Umsturz am 2. August 1918 in Archangelsk durch den weißen Kapitan Georgi Jermolajewitsch Tschaplin und die Besetzung der Stadt durch gelandete britische Streitkräfte unter Frederick Cuthbert Poole wurde Martjuschin Chef der Finanzabteilung der Obersten Verwaltung der Nord-Oblast (WUSO), zu der die Gouvernements Archangelsk, Wologda, Olonez, Wjatka und Nowgorod gehören sollten. Zum WUSO-Vorsitzenden wurde Nikolai Wassiljewitsch Tschaikowski gewählt. Zur WUSO-Regierung gehörten Sergei Semjonowitsch Maslow, Michail Alexandrowitsch Lichatsch, Jakow Timofejewitsch Dedussenko, Alexander Issajewitsch Gukowski, Alexei Alexejewitsch Iwanow, Pjotr Juljewitsch Subow und Nikolai Alexandrowitsch Starzew. Mit der Ausgabe von sechsmonatigen 5%-Kurzzeitobligationen über 100 bis 10.000 Rubel sorgte die WUSO für die benötigten Finanzmittel. Martjuschin verhandelte mit Entente-Vertretern über Lebensmittellieferungen auf Kredit. Bis Anfang August 1918 hatten die Genossenschaften ihre Flachslieferungen in Archangelsk konzentriert gelagert, die nun an die Entente-Mächte und USA gegen Wechsel verkauft wurden. Nach dem von Kapitan Tschaplin in der Nacht zum 6. September 1918 durchgeführten Offiziersputsch wurden die WUSO-Führer Tschaikowski, Maslow, Lichatsch, Gukowski und Subow verhaftet und ins Solowezki-Kloster gebracht, während Martjuschin in Tschaplins Hauptquartier kam. Am selben Tag verurteilten die Entente-Botschafter unter der Führung des USA-Botschafters David Rowland Francis den Putsch und entmachteten Tschaplin. Am 12. September 1918 kündigte die WUSO ihre Auflösung an mit Übertragung ihrer Befugnisse an die Mitglieder der Russischen Konstituierenden Versammlung in Samara. Schließlich legten die Mitglieder der WUSO am 17. September 1918 ihre Ämter nieder und bildeten am 9. Oktober 1918 die Provisorische Regierung der Nord-Oblast (WPSO) unter der Führung Tschaikowskis, in die Martjuschin nicht eintrat.
Am 2. November 1918 reiste Martjuschin im Auftrag Tschaikowskis und einiger Privatbanken in die USA ab, um in New York und Washington die nötigen Kontakte mit Regierungsstellen und Wirtschaftsorganisationen für die Organisation der Exporte und Hilfen herzustellen sowie die Beziehungen zu dem russischen Botschafter Boris Alexandrowitsch Bachmetjew zu pflegen. Am 28. Dezember 1918 wurde Martjuschin den Unternehmern Bernard Baruch und Cyrus McCormick Jr. vorgestellt, wie der Finanzagent an der Russischen Botschaft in Washington Sergei Antonijewitsch Uget in einem Brief an Wassili Alexejewitsch Maklakow in Paris mitteilte. Eine Resolution zum Abzug der US-Truppen aus Nordrussland Hiram Johnsons wurde im Februar 1919 im US-Senat mit der entscheidenden Stimme des US-Vizepräsidenten Thomas Riley Marshall abgelehnt. In der von Lee Slater Overman geleiteten Kommission des United States Senate Committee on the Judiciary berichtete Martjuschin im März 1919 über die Zerstörung des russischen Genossenschaftssystems durch die Bolschewiki und über ihre Verbrechen. Er unterzeichnete einen Aufruf an das amerikanische Volk zur Anerkennung der Regierung Koltschaks in Omsk, was dann einige Tage später durch die US-Regierung, die Entente-Mächte und Japan und bereits vorher durch die WPSO im Mai 1919 geschah. Die von Martjuschin als Vertreter der Archangelsker Genossenschaftsunion gekaufte Warenlieferung im Wert von 1 Million US-Dollar wurde Anfang Juni 1919 nach Archangelsk verschifft. Im Januar 1920 wurde Martjuschin wegen dieses Aufrufs von der SR-Partei ausgeschlossen. Als ab Februar 1920 die WPSO nicht mehr existierte, kehrte Martjuschin nach Europa zurück.
Auf der Tagung der Pariser, Londoner und Prager SR-Vertreter im Juli 1920 in Paris, zu deren Teilnehmern Nikolai Dmitrijewitsch Awksentjew,  Mark Weniaminowitsch Wischnjak,  Alexander Issajewitsch Gukowski, Wladimir Michailowitsch Sensinow, Alexander Fjodorowitsch Kerenski, Martjuschin, Ossip Solomonowitsch Minor, Jewgeni Franzewitsch Rogowski, Wadim Wiktorowitsch Rudnew und Ilja Issidorowitsch Fondaminski gehörten, bildete sich die Überparteiliche Vereinigung, deren Ziel ein republikanisch-demokratisches Russland war und die sich schließlich im April 1922 auflöste.
1922 wurde Matjuschin einer der drei Direktoren der 1919 gegründeten Londoner Moscow Narodny Bank Limited (MNBL). Am 4. Dezember 1922 gründete sich die Allrussische Genossenschaftsbank der UdSSR, die sich als Nachfolgerin der Moskowski Narodny Bank (MNB) bezeichnete. Ende 1922 gründete Martjuschin in Berlin  zusammen mit Sergei Nikolajewitsch Prokopowitsch einen Verlag für Genossenschaftsliteratur, der bis 1928 existierte.
Als im April 1928 das britische Innenministerium die sowjetischen Banken MNB und Bank für Russischen Handel (BRT) beschuldigte, Gelder für revolutionäre Propaganda in Großbritannien zu verteilen, erklärten die Bankvorstände in Briefen an den britischen Innenminister William Joynson-Hicks, dass diese Anschuldigungen falsch seien und sie nur übliche Bankgeschäfte betrieben. Das Politbüro der Kommunistischen Partei der Sowjetunion bildete eine Kommission mit Stanislaw Wikentjewitsch Kossior, Ossip Aronowitsch Pjatnizki, Georgi Wassiljewitsch Tschitscherin und Arkadi Pawlowitsch Rosenholz zur Aufklärung dieser Angelegenheit, die mit der MNBL in London (mit Martjuschin im Vorstand) verknüpft war. Am 11. Juni 1928 präsentierte William Joynson-Hicks in seinem regelmäßigen Bericht im House of Commons neue Anschuldigungen gegen die sowjetischen Banken. Nachdem das Politbüro im Mai 1928 beschlossen hatte, dass Vorstandsmitglieder in staatlichen Einrichtungen und damit auch in der MNBL Parteimitglieder sein müssten, kehrte Martjuschin 1929 in die UdSSR zurück.
1938 war Martjuschin Vizechef der Finanzabteilung des Hauptkomitees für Glas- und Porzellanindustrie des Volkskommissariats für Leichtindustrie der UdSSR. Am 18. Januar 1938 gab das NKWD der UdSSR eine Richtlinie zur Liquidierung des SR-Untergrundes heraus. Am 21. Februar 1938 wurde Martjuschin im Vollzug der Liquidierung verhaftet. Nikolai Iwanowitsch Jeschow berichtete Stalin über den Fortschritt der Liquidierung. Am 20. Juni 1938 wurde Martjuschin vom Militärkollegium des Obersten Gerichts der UdSSR wegen Beteiligung an einer konterrevolutionären terroristischen Organisation zum Tode durch Erschießen verurteilt mit sofortiger Vollstreckung in Kommunarka, wo er begraben wurde. Am 24. März 1997 wurde Martjuschin von der Obermilitärprokuratur der Russischen Föderation rehabilitiert.
Martjuschin war verheiratet und hatte einen Sohn und einen Enkel.